# محمد كريم (سياسي)
محمد كريّم ولد في 1928 وتوفي في 31 مايو 2016، هو نقابي وسياسي تونسي.

## السيرة الذاتية
كان محمد كريّم نقابي بارز وانضم في 1946 إلى الاتحاد العام التونسي للشغل. عين كأول رئيس مدير عام لشركة الخطوط التونسية وذلك لمدة عشرة سنوات بين مارس 1961 وحوالي 1971، ثم تداول عدة مهام أخرى كإدارة الصندوق الوطني للضمان الاجتماعي ثم الشركة التونسية للملاحة وأخيرا الديوان الوطني للصناعات التقليدية. 

عين في 4 سبتمبر 1980 في منصب وزير الشباب والرياضة في حكومة محمد مزالي، وذلك حتى 23 أكتوبر 1985، أين أصبح وزيرا للنقل في نفس الحكومة. غادر الوزارة في 30 مارس 1987.

انتهى مساره السياسي بتعيينه سفيرا لبلاده في ألمانيا الشرقية.

## مؤلفاته
- Feuillets d’une vie. Du Mouvement syndical au Gouvernement (أوراق من الحياة: من الحركة النقابية إلى الحكومة)، منشورات L'Or du temps، باريس، 500 صفحة، 2013.